# Molecole di adesione
Le molecole di adesione (o CAM, dall'inglese "Cell Adhesion Molecule") sono proteine collocate sulla superficie cellulare coinvolte nel legame con altre cellule o con la matrice extracellulare. Le CAM sono principalmente recettori transmembrana composti da tre domini:
- intracellulare, che interagisce con il citoscheletro;
- transmembrana;
- extracellulare, che interagisce con altre molecole di adesione dello stesso tipo (legame omofilo), di altro tipo o con la matrice extracellulare (legame eterofilo).

A seconda della densità di proteine, e quindi di contatti tra il metaplasma e la cellula, si può parlare di contatti focali, emidesmosomi, lamine esterne e membrane basali.

## Famiglie di CAM
La maggior parte delle molecole di adesione appartiene a 4 famiglie proteiche, divisibile in due classi:
- Ca2+ indipendente: categoria Ig (immunoglobuline) (IgSF CAMs).
- Ca2+ dipendente: caderine, selectine, integrine.

### IgSF CAMs
La superfamiglia delle molecole di adesione di tipo immunoglobulinico (IgSF CAMs) sono in grado di instaurare sia legami omofili che eterofili, legando integrine o diversi tipi di IgSF CAMs.
Alcune delle molecole più rappresentative di questa famiglia sono:
- NCAMs - molecole di adesione cellulare neurale;
- ICAM-1 - molecola di adesione cellulare intercellulare;
- VCAM-1 - molecola di adesione cellulare vascolare;
- PECAM-1 - molecola di adesione cellulare piastrinico-endoteliale;
- L1;
- CHL1;
- Glicoproteina associata alla mielina (MAG).

### Selectine
Le selectine sono una famiglia di CAMs eterofile che legano carboidrati fucosilati (ad esempio la mucina). Constano di un piccolo dominio citoplasmatico, un singolo dominio transmembrana ed una serie di domini extracellulari. Si tratta di proteine calcio-dipendenti. Sono tre le molecole che fanno parte di tale famiglia: la E-selectina (endoteliale), la L-selectina (leucocitaria) e la P-selectina (piastrinica). Il ligando meglio caratterizzato per le tre selectine è il PSGL-1 (P-selectin glycoprotein ligand-1), una glicoproteina simile alla mucina espressa su tutti i leucociti.
I neutrofili e gli eosinofili legano la E-selectina. Uno dei ligandi individuati per la E-selectina è sLe(x) (sialylated Lewis X Ag). Gli eosinofili, come i neutrofili, utilizzano strutture sialilate (resistenti alle proteasi) per legare la E-selectina, sebbene gli eosinofili esprimano minori quantità di tali molecole sulle loro superfici.
Anche i ligandi per le P-selectine su eosinofili e neutrofili sono molecole sialilate e, di conseguenza, resistenti all'azione di proteasi e di endo-beta-galattosidasi. Si tratta di molecole decisamente diverse da quelle legate dalle E-selectine. Tale diversità suggerisce un diverso ruolo per le P- e le E-selectine durante il reclutamento necessario nel corso dell'infiammazione.

### Integrine
Le integrine sono una famiglia di CAMs eterofile che legano IgSF CAMs o la matrice extracellulare. Si tratta di proteine eterodimeriche costituite da una subunità alfa e una beta unite da legame non-covalente. Sono state individuate 24 diverse subunità alfa e 9 differenti subunità beta, sebbene non siano state osservate tutte le combinazioni possibili.
Ogni subunità è costituita dai domini extracellulare, transmembrana ed intracellulare.
- Dominio intracellulare: è costituito da due bracci (uno per subunità) che possono essere definiti meccanici, in quanto in risposta a determinati segnali agisce sui filamenti di actina ectoplasmatici, e biochimico, in quanto induce particolari attività enzimatiche in relazione al segnale ricevuto.
- Dominio transmembrana: è il vero punto di snodo tra l'ambiente "fuori" dalla cellula e l'ambiente "dentro" la cellula, dove si verificano interazioni meccaniche tra gli altri due domini dell'integrina.
- Dominio extracellulare: È capace di riconoscere (e legare) ioni bivalenti come Ca++ e Mg++ inoltre riconosce e lega una particolare proteina: la fibronectina

A seconda della densità di proteine, e quindi di contatti tra il metaplasma e la cellula, si può parlare di contatti focali, emidesmosomi, lamine esterne e membrane basali.
Alcune fonti (ad esempio MeSH) non considerano le integrine come CAMs.

### Caderine
Le caderine sono una famiglia di CAMs omofile, Ca2+-dipendenti. Le caderine più importanti sono le E-caderine (epiteliali), le P-caderine (placentali) e le N-caderine (neurali).